# Kasteel Osaka
Kasteel Ōsaka (大坂城・大阪城, Ōsaka-jō, “kasteel Ōsaka”) is een kasteel te Chuoku in de Japanse prefectuur van Ōsaka, werd gebouwd in opdracht van Toyotomi Hideyoshi op de fundamenten van de Ishiyama Honganji tempel, in de delta van de rivier de Yodo. De bouw startte in 1583 en werd voltooid in 1586. Het kasteel was een van de machtigste forten van zijn tijd en is een van de bekendste kastelen van Japan.

## Geschiedenis

### Ishiyama Honganji oorlog (1570-1580)
In 1496 bouwde de Ikko-sekte hun tempel genaamd Ishiyama-Honganji op de site waar nu het kasteel van Ōsaka staat. De ikko-sekte was machtig en rijk en waren zo dus de grootste rivaal van Oda Nobunaga die de macht over heel Japan in handen wou krijgen. Oda Nobunaga deed verschillende pogingen tot het innemen van het fort, maar faalde iedere keer weer. Het fort werd vanaf de rivier en de zee bevoorraad waardoor het fort uithongeren niets uithaalde.
Oda Nobunaga besefte dat hij de externe hulp aan de tempel moest uitschakelen voordat hij nog een poging om het fort in te nemen kon wagen. Na de vele sekten die de tempel steunden te hebben uitgeschakeld, begon Nobunaga aan de inname van het fort. Zijn tactiek bestond eruit eerst de omliggende forten een voor een uit te schakelen en zich dan te richten tot het centrale kasteel. Daarop verzamelde hij zijn troepen in 1577 in Kyoto en begon hij de naburige provincies aan te vallen om de tempel van zijn laatste aanhangers te beroven. De voorraden van de tempel geraakten op en velen probeerden te vluchten. Ze werden allemaal door de troepen van Oda Nobunaga onderschept en gedood. In mei 1580 gaf de tempel zich officieel over. De Ishiyama Honganji-tempel en omliggende gebouwen brandden tot de grond toe af.

### Azuchi-Momoyama-periode (1568-1603)
Amper drie jaar na de overgave van de Ishiyama Honganji-tempel gaf Hideyoshi in de herfst van 1583 het bevel tot de bouw van een nieuw kasteel. Hiervoor nam hij gespecialiseerde mensen in dienst waaronder de architect Kuroda Yoshitaka, de bouwondernemer Asano Nagamasa en Nakai Masayoshi die instond voor al het timmerwerk. In totaal werkten zo'n 30.000 arbeiders aan de constructie van het kasteel. Zij werden op hun beurt nauwlettend in de gaten gehouden door toezichthouders van wie ieder verantwoordelijk was voor een bepaald onderdeel van de constructie. Voor de bouw van het kasteel was er een groot aantal stenen nodig die de heren van de omliggende gebieden verplicht waren te leveren.
In de achtste maand van het jaar 1584 nam Hideyoshi officieel zijn intrek in het kasteel van Ōsaka, maar het zou nog 2 jaar duren alvorens het kasteel voltooid was. Het kasteel werd de hoofdzetel van de overheid en het toonbeeld van macht en rijkdom. Het was in het kasteel van Ōsaka dat Ieyasu zich onderwierp aan het gezag van Hideyoshi. Hideyoshi werd zo heerser over een verenigd Japan.
In 1593 werd Toyotomi Hideyori, zoon en erfgenaam van Hideyoshi geboren. Als Hideyoshi's opvolger erfde hij het kasteel van Ōsaka na de dood van zijn vader in 1598. Hideyori betrekt het kasteel samen met zijn regentencollege of go-tairo(五大老), die in zijn naam regeerden zolang hij minderjarig was. Tokugawa Ieyasu, de hoofdregent verbleef er ook meerdere keren dit volledig in strijd met de regels die Hideyoshi voor zijn dood had uitgeschreven. Bovendien begon hij meer en meer beslissingen te nemen zonder inspraak van de andere leden van het regentencollege. Er ontstonden hierdoor spanningen tussen de verschillende leden. Ishida Mitsunari keerde zich uiteindelijk tegen Tokugawa Ieyasu en verklaarde hem de oorlog.
In 1600 vond de Slag van Sekigahara plaats. Ishida Mitsunari leidde het Westelijke leger. Een deel van zijn generalen verraadde hem in het heetst van de strijd en liepen over naar het Oostelijke leger. Het Oostelijke leger vormde in tegenstelling tot het Westelijke een samenhangend geheel dat verenigd was onder een bevelhebber. Tokugawa Ieyasu kwam dan ook als grote overwinnaar uit de strijd. Ishida Mitsunari ontsnapte, maar werd later onderschept en ter dood gebracht.

### Edo-periode (1603-1868)
Tokugawa Ieyasu werd in 1603 tot Shogun benoemd. Toyotomi Hideyori verbleef nog altijd in het kasteel van Ōsaka dat het machtscentrum van de Toyotomi clan bleef. In 1614 besloot Tokugawa Ieyasu dat de Toyotomi clan een te grote bedreiging vormde voor de machtsuitbreiding van de Tokugawa clan. Hideyori vermoedde een aanval van Tokugawa en begon ronin van over heel Japan te ronselen om voor hem te strijden. Dit vormde de aanleiding voor de aanval op het kasteel van Ōsaka. In december 1614 belegerde een overmacht van troepen het kasteel. Na een maand kwamen de twee partijen tot een akkoord. Hideyori zou de buitenste verdedigingswerken opbreken als teken van goede wil. Uiteindelijk beleven alleen de honmaru (本丸) en de tenshu gespaard. Zo kwam er een einde aan de winterbelegering (大坂冬の陣).
Nadat het leger van Tokugawa zich terugtrok begon Hideyori nogmaals zijn troepen te verzamelen in het kasteel. Tokugawa voelde zich verplicht om in te grijpen en eiste van Hideyori om het kasteel van Ōsaka te verlaten. Hideyori weigerde, waarop Tokugawa een leger van 220 000 man op de been bracht. Ze troffen een verzwakt kasteel aan met een troepenmacht van 200 000 man. Hideyori's troepen waren sterk in de minderheid en werden al snel uitgeschakeld. De achtjarige zoon van Hideyori, Kunimatsu, werd onthoofd. Zo verzekerde Tokugawa zich ervan dat de Toyotomi lijn voorgoed gebroken was. Hideyori pleegde niet veel later rituele zelfmoord. Met het volledig afbranden van het kasteel, verloor Ōsaka zijn positie als belangrijk economisch centrum en werd het een van de vele steden onder de heerschappij van het shogunaat. Zo eindigde de zomerbelegering (大坂夏の陣).
In 1616 werd Tokugawa Ieyasu opgevolgd door zijn zoon Tokugawa Hidetada. Hij pleitte voor een restauratie van het kasteel van Ōsaka. De restauratie nam negen jaar in.
De hoofdtoren wordt echter in 1665 door de bliksem getroffen en brandt volledig af. Het kasteel wordt nog gebruikt als zetel voor de lokale overheid en voor de stationering van troepen, maar vervult geen prominente rol meer. Met uitzondering van de jaren 1850 en 1860 toen het kasteel werd gebruikt om buitenlandse diplomaten te ontvangen wanneer de shogun er verbleef.
In 1868 brak de Boshin-oorlog uit, een strijd tussen de vijftiende shogun Tokugawa Yoshinobu en troepen van de keizer. Wanneer de troepen van de shogun zich terugtrokken, staken ze het kasteel en alle omringende gronden in brand. Het kasteel van Ōsaka wordt opnieuw tot de grond toe platgebrand. De Meiji overheid (明治新政府) nam het beheer ervan over in zijn politieke structuur.

### Moderne tijd (1870-1950)
Na de Meiji-periode werd het kasteel voor militaire doeleinden gebruikt. Bovendien werd het volk verboden om het kasteel te betreden.
Op vraag van vele burgers besloot de burgemeester van Ōsaka, Hajime Seki, in 1928 de hoofdtoren weer op te bouwen. De werken begonnen in 1930 en in 1931 stond de tenshu, in Tokugawa Ieyasu’s stijl, terug waar hij thuishoorde. De omliggende gronden van het kasteel werden opengesteld voor het publiek en werden een park.
Tijdens de Tweede Wereldoorlog werd het kasteel opnieuw gebruikt voor de stationering van troepen. Al werd de nieuwe hoofdtoren niet geraakt, toch sneuvelden vier torens, waaronder de Fushimi-toren, door de bombardementen van het Amerikaanse leger.

### Eigen tijd
In 1950 trof de tyfoon Jane het kasteel van Ōsaka en veroorzaakte wederom veel schade. In 1953 erkende de nationale overheid officieel het kasteel van Ōsaka als “een historische site” en samen met de dertien authentieke structuren als “belangrijke culturele constructies”. Twee jaar later, in 1955, kreeg het kasteel van Ōsaka de benoeming van “speciale historische site”.
In 1983 bestond het kasteel van Ōsaka 400 jaar. Bij deze gelegenheid huldigde men de moderne architectuur in: het treinstation Ōsaka-jō-Koen (大阪城公園駅), een overdekte zaal Ōsaka-jō Hall (大阪城ホール) en het zakelijke hoogbouw (大阪ビジネスパーク). In 1995 plande men een nieuw restauratieproject dat gerealiseerd werd in 1997.
Vandaag worden de kasteelgronden wederom gebruikt als een park dat vooral populair is tijdens festivals. De hoofdtoren fungeert nu als museum met exhibities rond de geschiedenis van de stad Ōsaka en ook een tentoonstelling van verschillende archeologische vondsten met onder andere een display van het kasteel zoals het er tijdens het tijdperk van Toyotomi uitzag. Op het terrein van het kasteel staan nu dertien bouwwerken, die door de Japanse overheid tot cultureel erfgoed zijn verklaard.

## Het kasteel

### Ligging
Het kasteel van Ōsaka ligt in het noorden van de Kamimachi vlakte, in de delta van de rivier de Yodo (淀川). Het werd aan drie kanten omringd door rivieren en had een uitzicht op een vlakte die zich uitstrekte tot aan de zee. Voor de bouw van het kasteel werd de plek opgehoogd.

### Bouwprincipe
Het kasteel van Ōsaka bestond net zoals vele andere kastelen uit dezelfde periode uit drie tot vier cirkels of maru. De hoofdcirkel was de hon-maru en lag op het hoogste punt van de site. In de tweede cirkel of de ni-maru en derde cirkel bevonden zich vaak de opslagplaatsen en de verblijfplaatsen van de heer en zijn familie. In de derde cirkel of de san-maru bevonden zich de verblijfplaatsen van de belangrijkste bedienden.
Deze cirkels of maru werden volgens het Doshin'en principe gebouwd. Volgens dit principe werd het hon-maru in het centrum geplaatst en ni-maru en de san-maru in concentrische cirkels eromheen. Weinig Japanse kastelen zijn volgens dit principe gebouwd, omdat dit vaak niet kon door de topografie van het gebied. Bij bergachtig gebied was het beter om gebruik te maken van de natuurlijke eigenschappen van het gebied. Bovendien konden de kosten van de graafwerken bij dit bouwprincipe oplopen.
De structuur van het kasteel was essentieel voor de verdediging ervan. De gebouwen waren zo opgesteld dat als er een gebouw werd ingenomen het terug ingenomen kon worden vanuit een andere verdedigingslijn. Muren en poorten werden zo gebouwd dat er een soort van doolhof werd gecreëerd. Bovendien werden er een reeks van torens gebouwd van waaruit de verdedigers hun pijlen konden laten neerdalen op de aanvallers.

### Tenshu
Bij de bouw zijn er vier manieren om de gebouwen binnen de hon-maru in te delen: Dokuritsu-shiki, Fukugou-shiki, Renketsu-shiki en Renritsu-shiki.
Het kasteel van Ōsaka is in de Dokuritsu shiki ( 独立式) gebouwd en heeft een aparte tenshu. Dit maakte wel dat de tenshu zeer kwetsbaar was tijdens een aanval aangezien er geen ontsnappingsmogelijkheid was. Bij de andere twee stijlen werd dit probleem opgelost door ofwel een verbindingsgang te bouwen tussen de tenshu en een kleinere tenshu ofwel door drie of meer kleinere tenshu ertegen aan te bouwen.
De hoofdtoren die ten tijde van Toyotomi Hideyoshi werd gebouwd, verschilt van die van het Tokugawa-tijdperk. De structuur en stijl van bouwen wijkt af van die van Toyotomi Hideyoshi. Tot op heden zijn er drie verschillende tenshu’s geweest die elk van elkaar verschillen qua structuur en opbouw.

### Andere gebouwen binnen de muren

#### Ōtemon (大手門)
Deze ingangspoort leidt naar de tenshu en is naar het Zuiden gericht. De bouwstenen zijn afkomstig uit de Kanagawa prefectuur. Een ervan weegt 100 ton en het is de vierde of vijfde grootste steen die in het complex gebruikt werd. Aan de achterzijde zijn gaten aangebracht, zodat het mogelijk was om met geweren te schieten. In de Edo-periode ging deze poort enkel open als de shogun erdoor moest.

#### Sakura-mon (桜門)
Via de Sakura-mon komt men in het honmaru-gedeelte van het kasteel. De naam verwijst naar de Japanse kerselaren die op de weg naar de poort staan. In de poort is de zwaarste steen van het kasteel van Ōsaka verwerkt. Deze steen weegt 130 ton en is afkomstig uit de stad Koyama.

#### Kinzou (金蔵)
De Kinzou dateert van 1625 en fungeerde als schatkamer. In 1837 wordt deze kluis herleid van twee verdiepingen naar een verdieping. Het gebouw is stevig beveiligd met een driedubbele poort en steenlagen die eventuele ondergrondse indringers tegenhouden.

#### Ensho-gura (焔硝蔵)
Deze opslagplaats voor buskruit was oorspronkelijk uit leem vervaardigd. In 1660 werd deze echter door de bliksem getroffen waarop een zware ontploffing volgde. Bij de restauratie in 1685, gebruikte men voor alles steen en maakte men de muren 2 m dik.

#### Yagura (櫓)
Een Yagura is een hoge uitkijkpost waaruit men de vijand met pijlen kon bestoken. Een van de bekendste zijn de Sengan-yagura (千貫櫓) en de Inui-Yagura (乾櫓). De Tokugawa bakufu restaureerde de Inui-yagura in 1620. Het is het oudste gebouw van het kasteel. Opvallend aan deze yagura is de L-vorm, waardoor men vanuit twee punten op de uitkijk kan staan. De andere uitkijktoren, de Sengan-yagura , werd in 1620 gebouwd. Beiden zijn ze de oudste gebouwen van het kasteel van Ōsaka.

## Overzicht geschiedenis

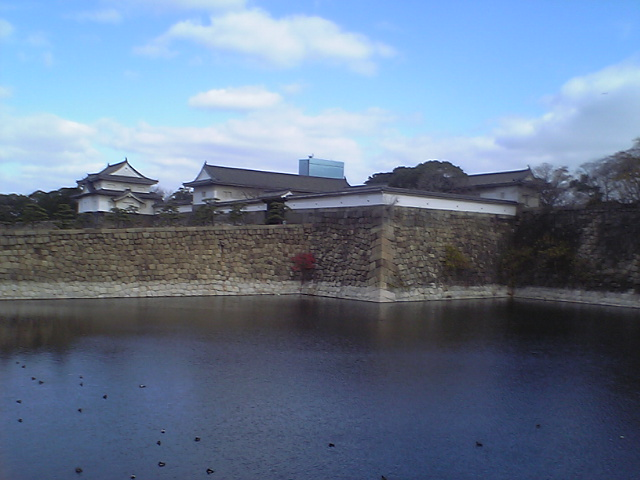
Ōte-mon poort met een vijver op de voorgrond

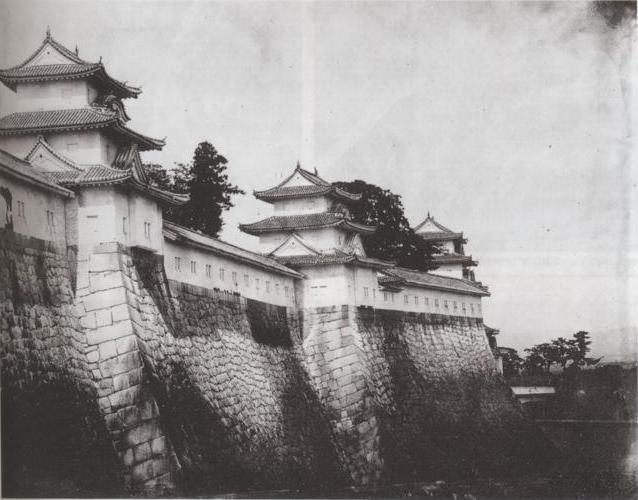
Het kasteel in 1865

- 1583: Toyotomi Hideyoshi laat het kasteel bouwen op de locatie van de Ikkō-ikkitempel. De bouwplannen zijn gemodelleerd naar die van het kasteel van Azuchi.
- 1585: De binnenplaats is voltooid. Toyotomi laat het kasteel verder uitbreiden om aanvallers te imponeren.
- 1598: De bouw is voltooid. Hideyoshi sterft. Zijn zoon, Toyotomi Hideyori, erft het kasteel.
- 1600: Tokugawa Ieyasu verslaat zijn tegenstanders bij de slag bij Sekigahara, en begint zijn eigen bakufu in Edo.
- 1614: Tokugawa valt het kasteel aan tijdens de winter, het begin van de belegering van Osaka.[4]. De troepen van Toyotomi kunnen de aanval afslaan. Wel laat Tokugawa de vijvers rond het kasteel dempen.
- 1615: Hervatting van de belegering door Tokugawa. Op 4 juni wordt het kasteel veroverd en deels verwoest.
- 1620: De nieuwe shogun, Tokugawa Hidetada, laat het kasteel herbouwen en herbewapenen. Hij bouwt een nieuwe hoofdtoren en nieuwe muren voor elke samoeraiclan. De muren gebouwd in 1620 staan nog steeds.
- 1660: Een blikseminslag laat een buskruitopslag ontploffen. Het kasteel brandt voor een groot deel af.
- 1665: Een tweede blikseminslag verwoest de hoofdtoren.
- 1843: Na eeuwen van verwaarlozing worden de hoognodige reparaties verricht aan het kasteel.
- 1868: Het kasteel wordt weer grotendeels verwoest tijdens gevechten uit onvrede over de Meiji-restauratie. Onder bevel van de nieuwe overheid wordt het kasteel omgebouwd tot barakken voor het nieuwe Japanse leger.
- 1928: De hoofdtoren wordt hersteld.
- 1945: Bombardementen op Osaka beschadigen de hoofdtoren.
- 1995: De gemeente Osaka begint een project om het kasteel in zijn oude glorie te herstellen.
- 1997: Restauratiewerkzaamheden zijn voltooid. Het kasteel is grotendeels weer zoals het was tijdens de Edoperiode.

## Afbeeldingen

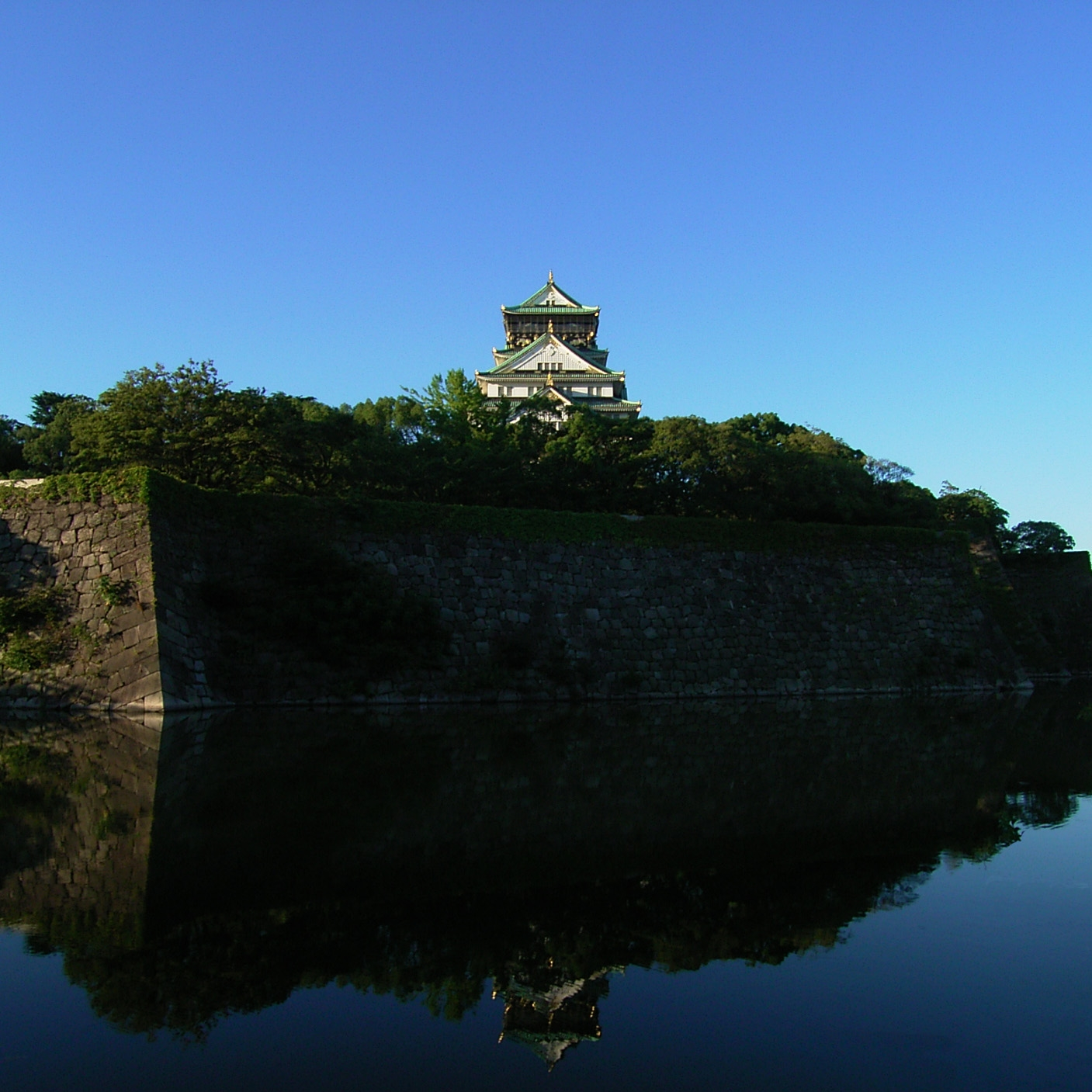
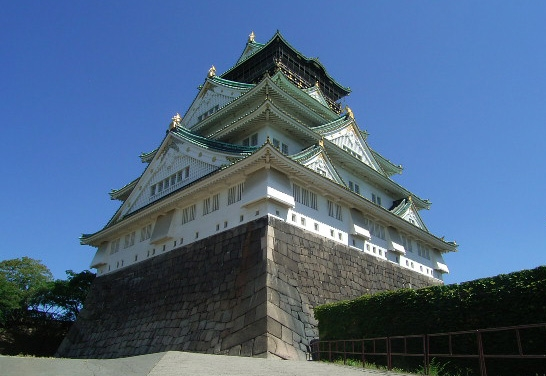
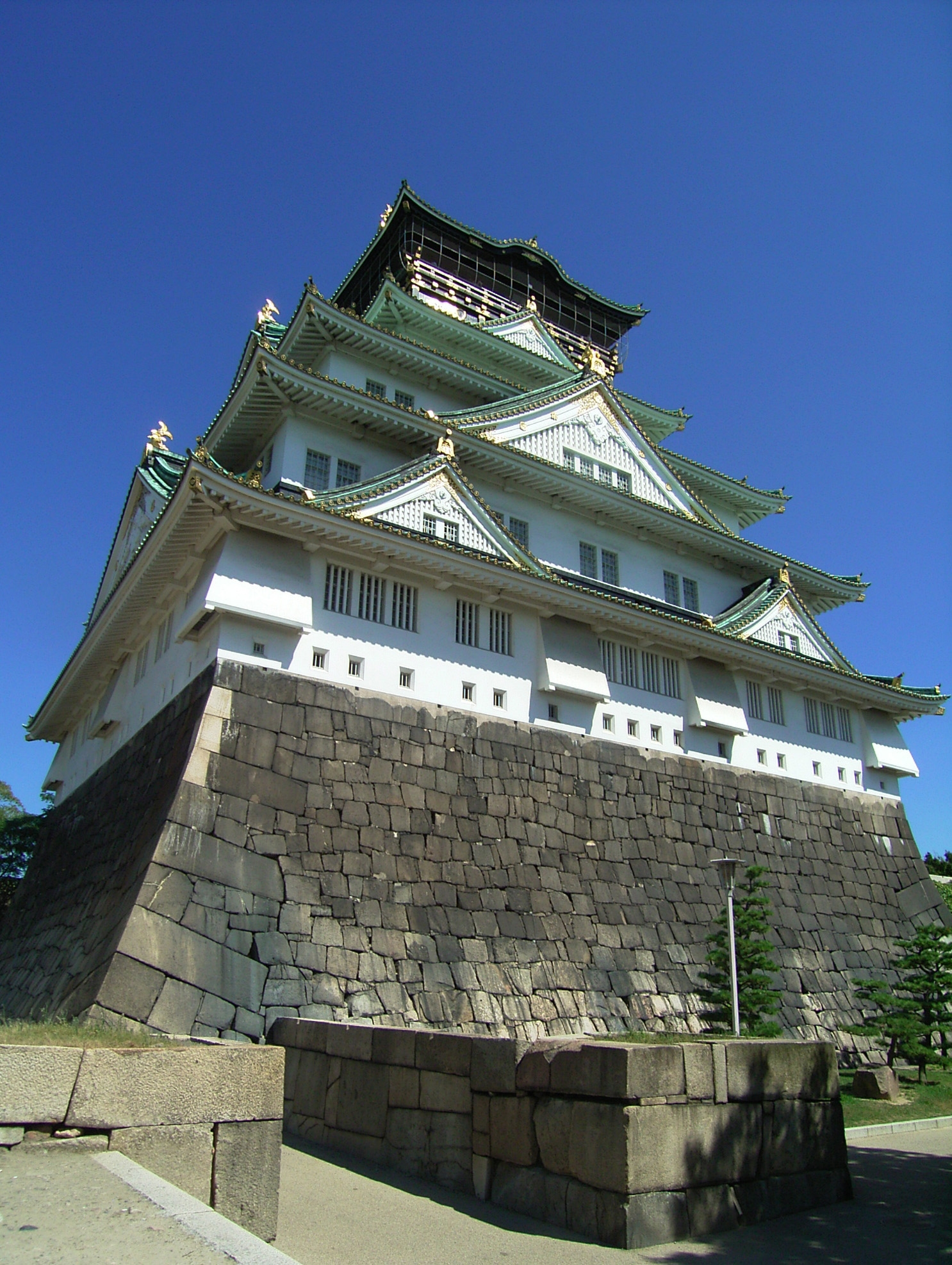

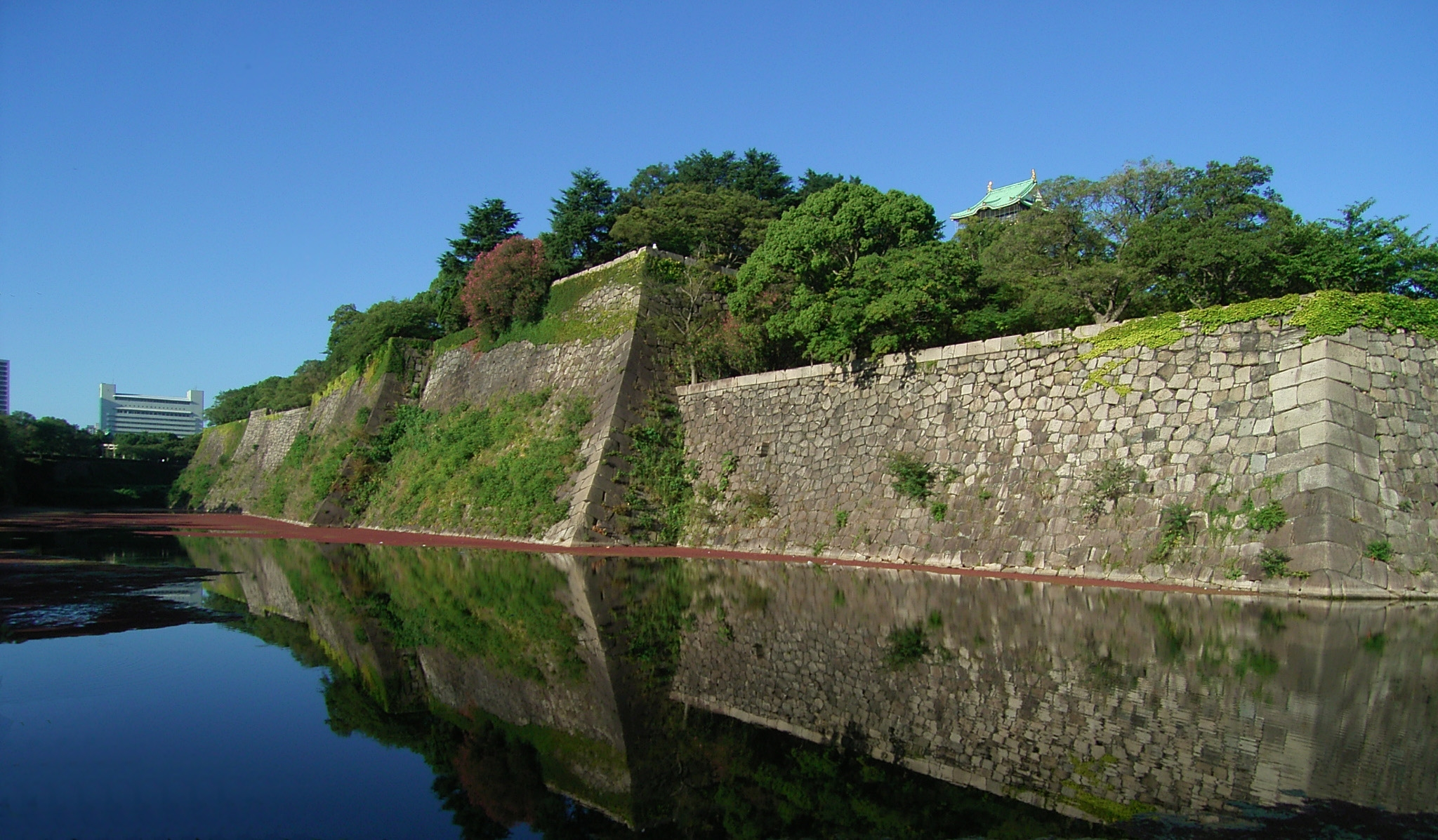

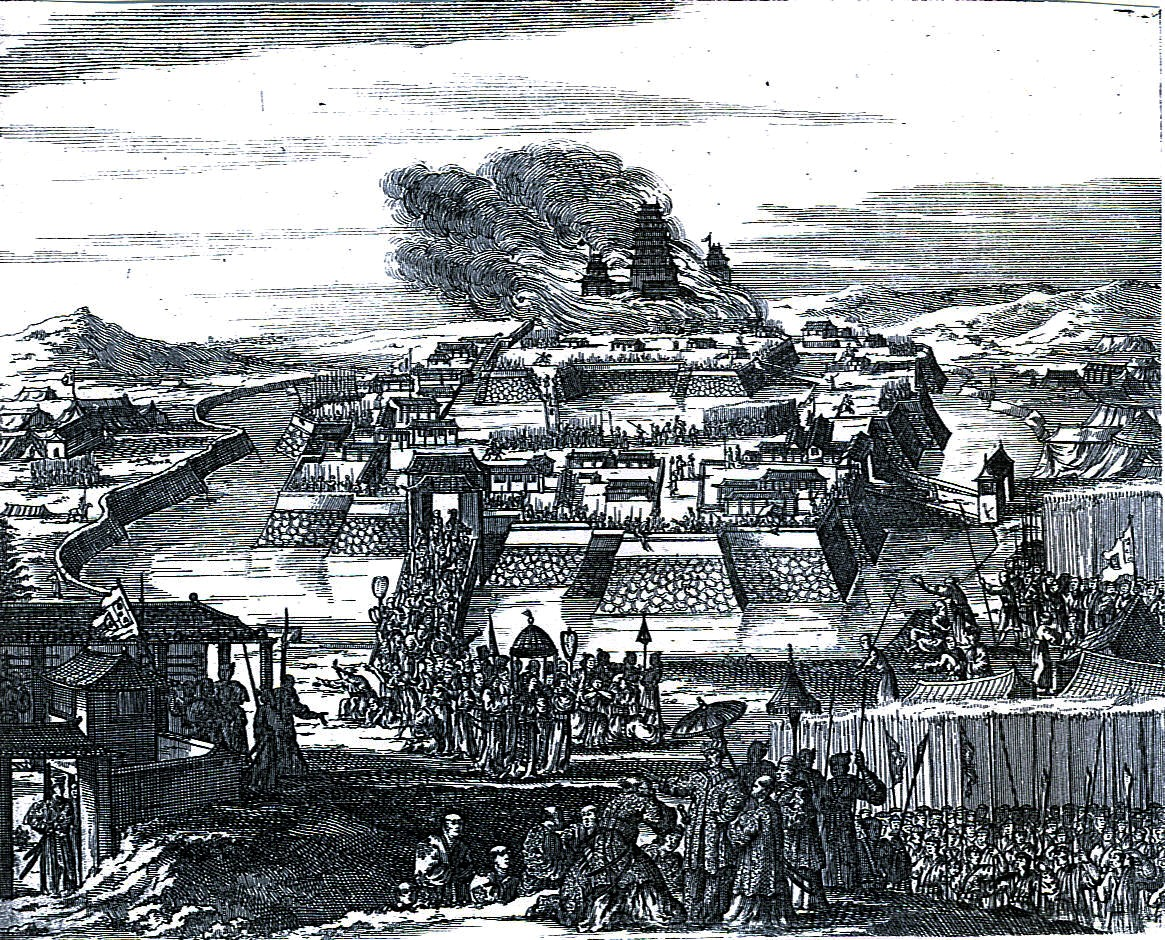

Panorama

Centrale toren

Vijver en buitenmuren

Tekeningen